# Bílý potok (přítok Rolavy)
Bílý potok je horský tok v Krušných horách v okrese Karlovy Vary v Karlovarském kraji, levostranný přítok Rolavy. Po celou délku toku od pramene až k soutoku protéká potok přírodním parkem Jelení vrch.
Délka toku měří 9,6 km, plocha povodí činí 5,12 km².

## Průběh toku
Potok pramení v Krušných horách v nadmořské výšce 960 metrů na jihovýchodním svahu Zaječího vrchu (1009 m).
Zalesněnou krajinou teče potok jižním až jihovýchodním směrem až se po přibližně 1,5 km přiblíží k silnici z Horní Blatné do Nových Hamrů. Zde se nedaleko silnice na jeho toku nachází dvoustupňový, přibližně 2 metry vysoký Miluščin vodopád. Přestože stupně vodopádu nejsou příliš vysoké, vody v korytě je dostatek po celý rok.
Podél silnice do Nových Hamrů teče potok v kamenitém, hluboce zařízlém korytě pod strmými svahy okolních kopců. Státní podnik Lesy České republiky upravil v letech 1993–2012 koryto potoka v Nových Hamrech. Bylo zpevněno dno potoka, břehy potoka opatřeny masivními gabionovými zídkami. K předcházení povodňových situací byla nad obcí vybudována kamenná hráz s rybníčkem, zachycujícím přívalové povodňové vody.
U silnice je na žulové skále v Nových Hamrech, vysoko nad levým břehem potoka, umístěna tabulka s vyznačením dosažené hladiny potoka při povodni dne 26. července 1831.
Po dalších přibližně 150 m se potok pod silnicí směřující do osady Jelení vlévá zleva do Rolavy.

## Fotogalerie

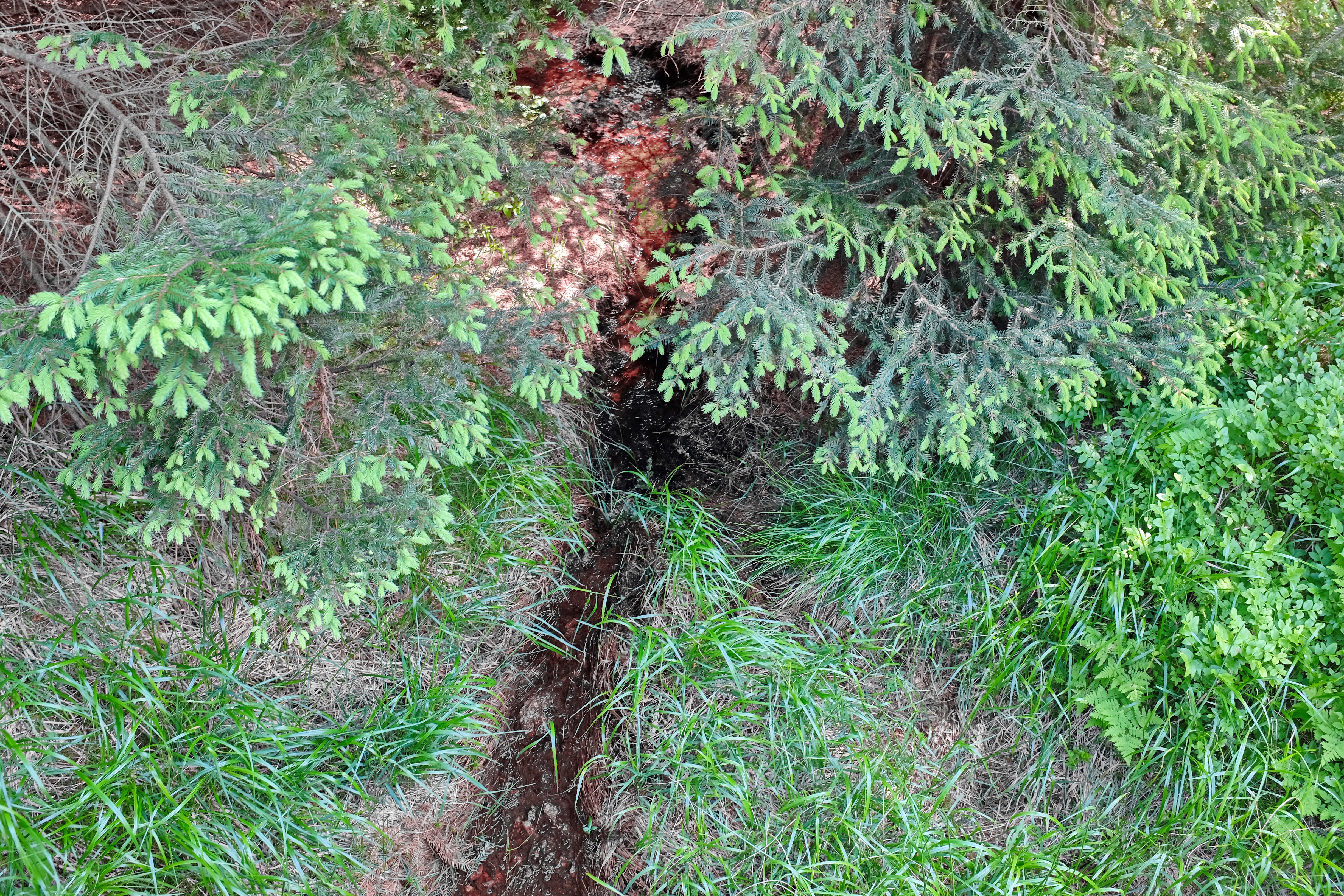
Prameniště pod Zaječím vrchem
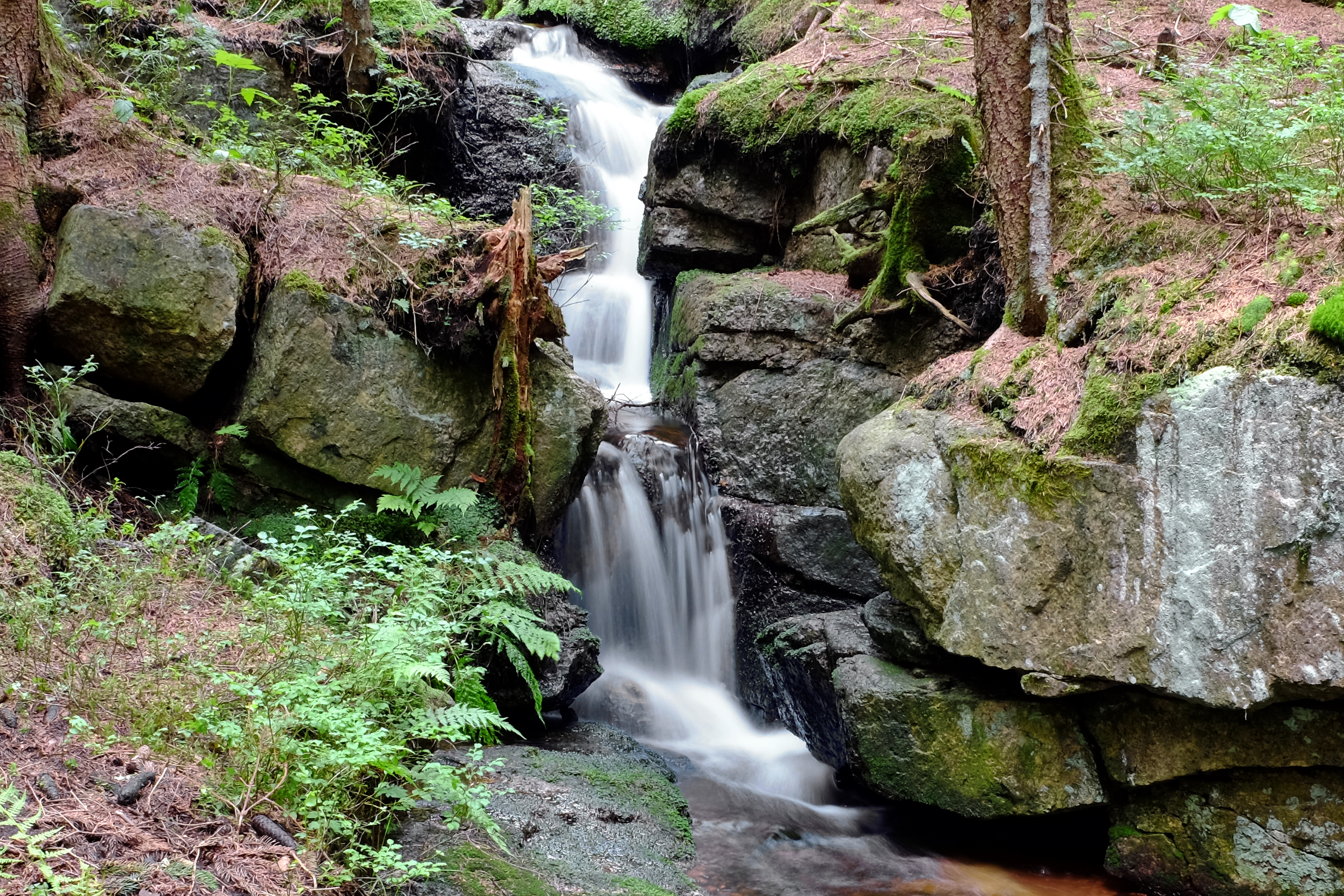
Miluščin vodopád
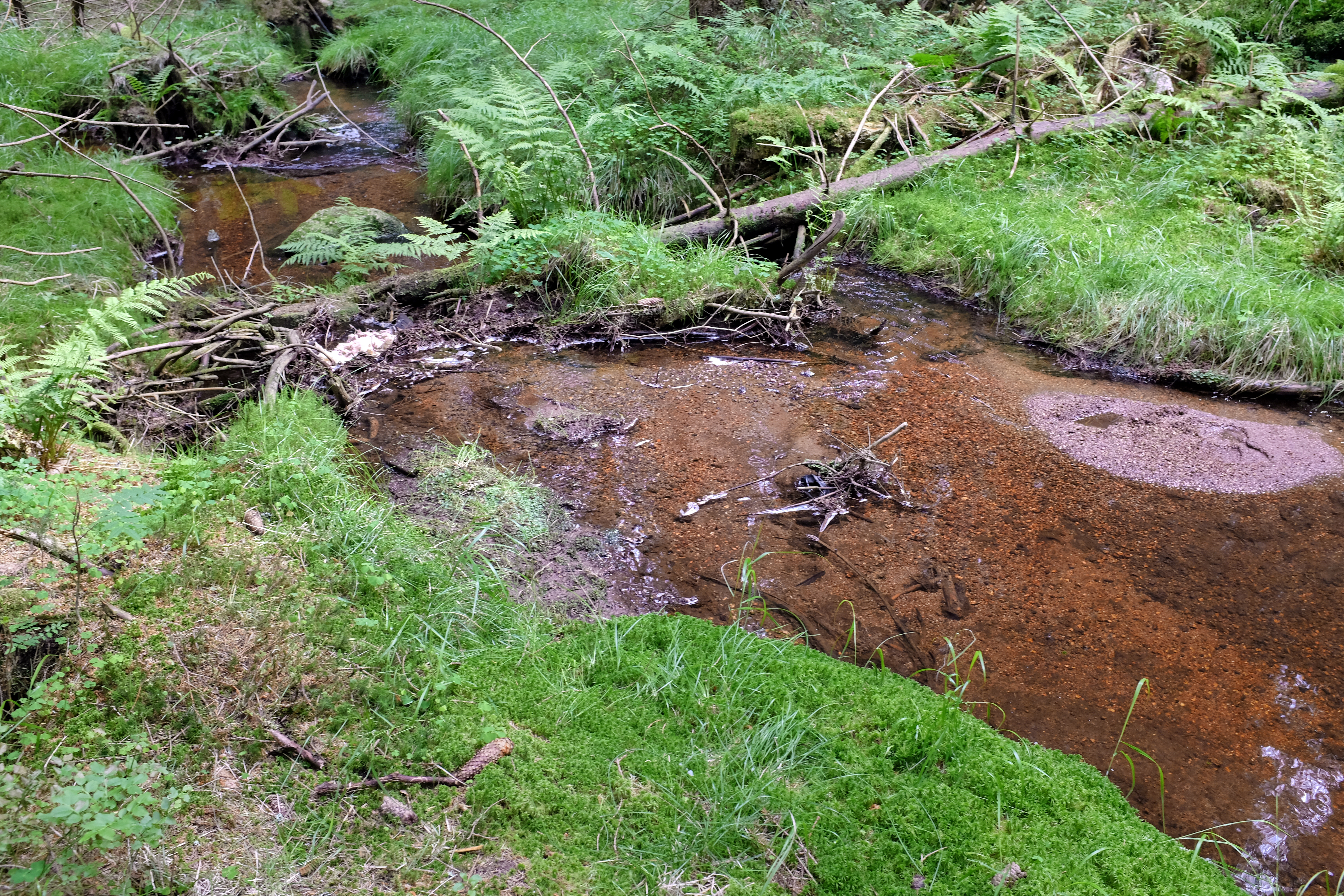
Pod Miluščiným vodopádem
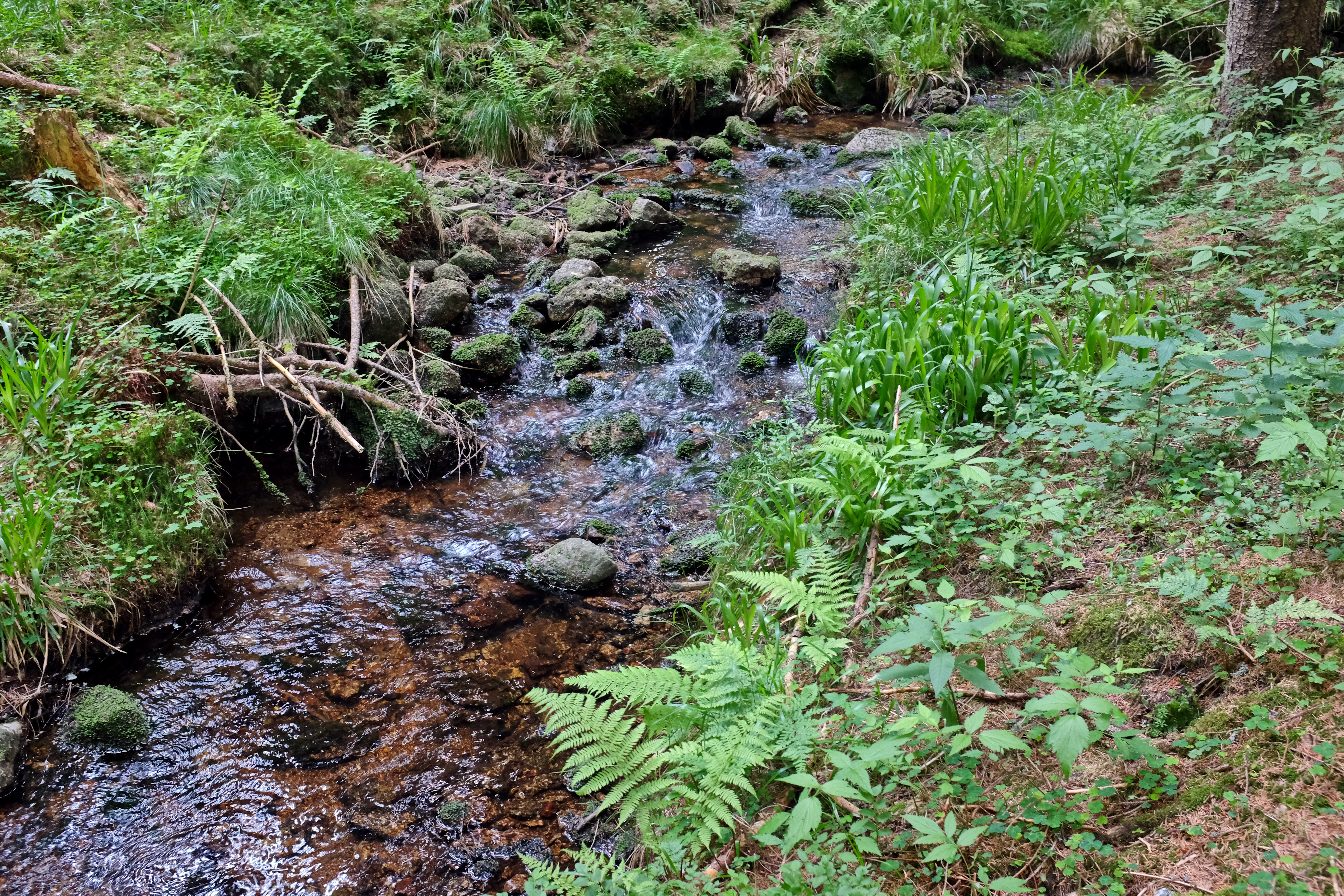
V lese nad Novými Hamry
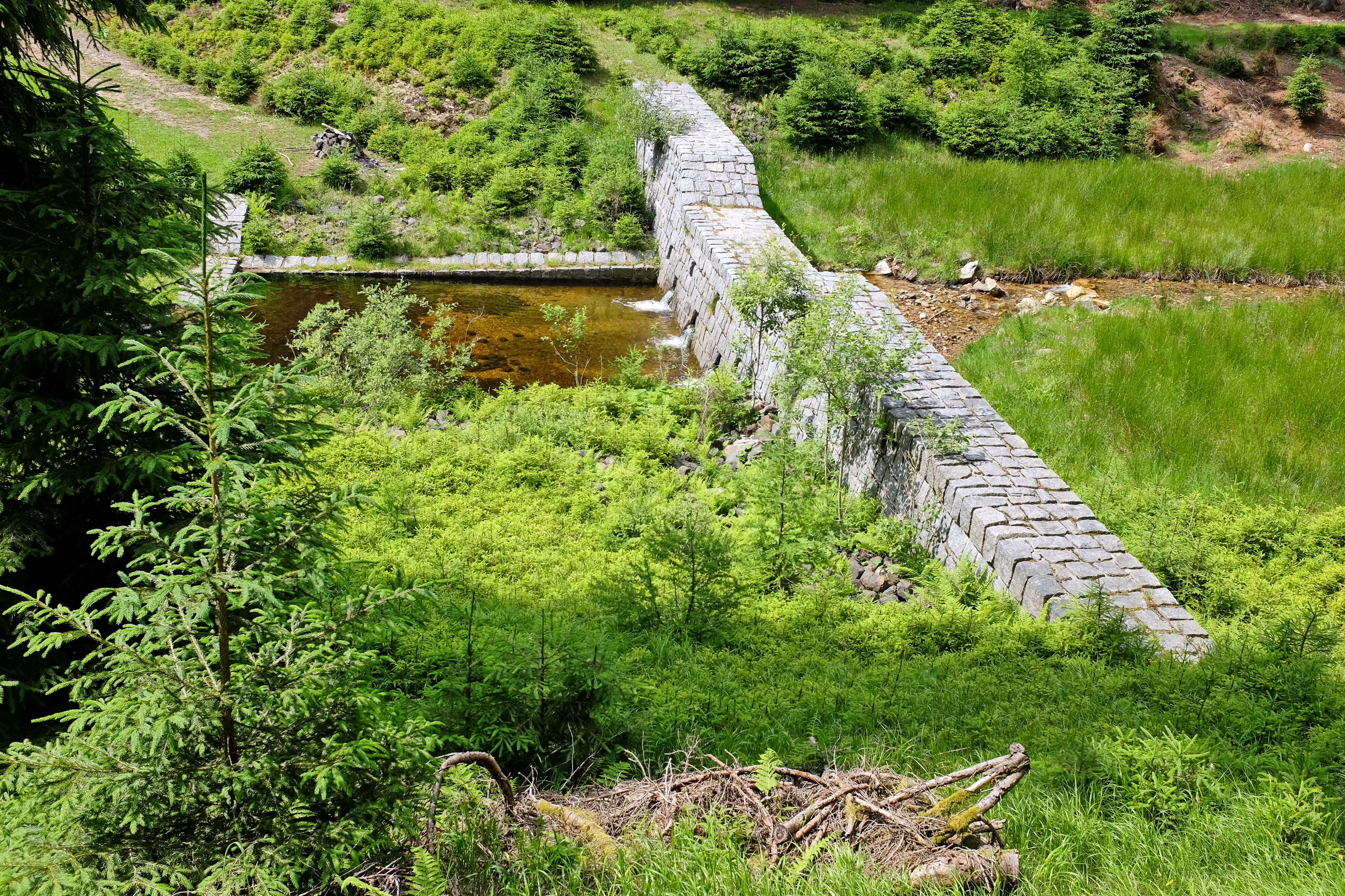
Protipovodňová hráz nad Novými Hamry
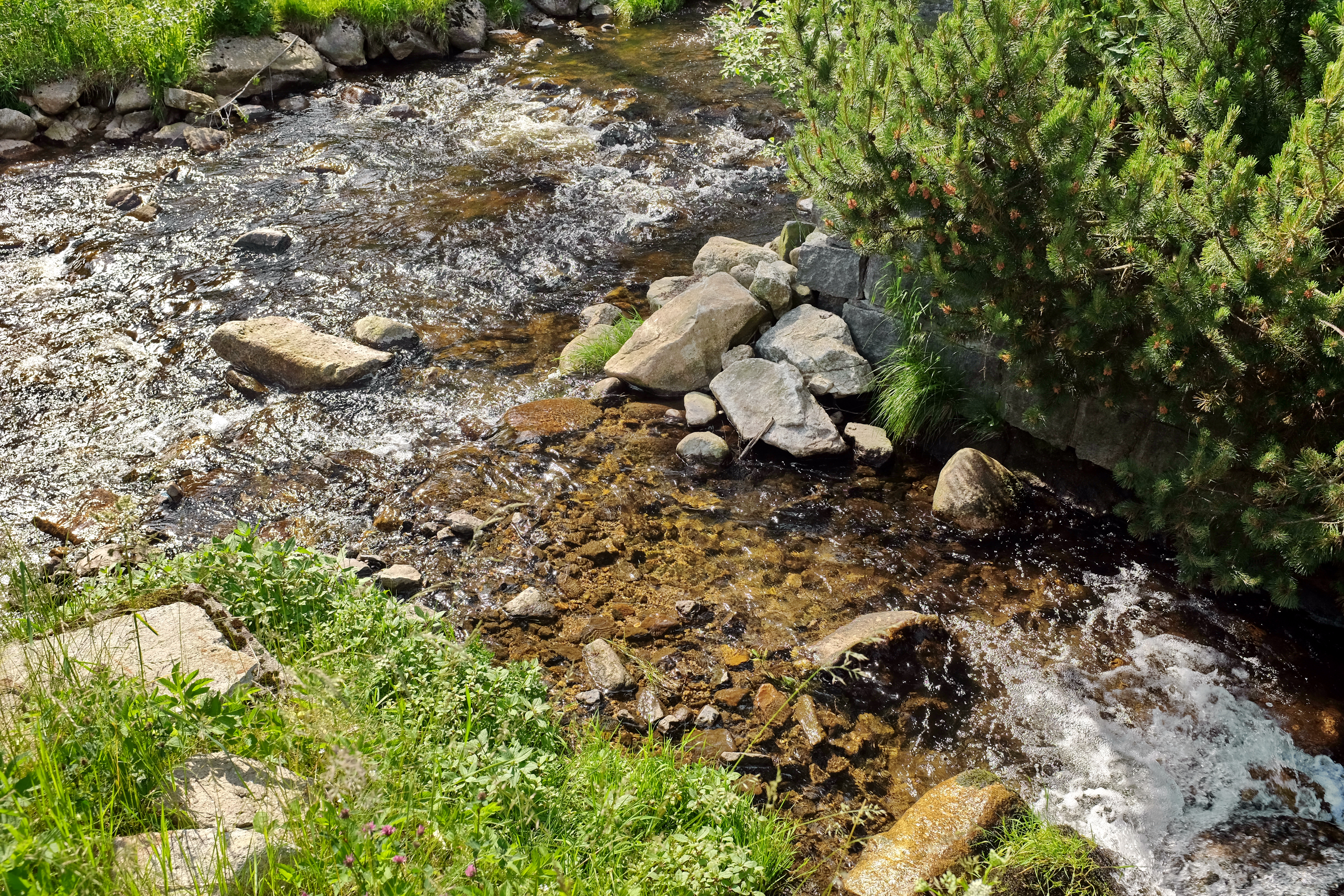
Soutok s Rolavou v Nových Hamrech